# Acnemia hyrcanica
Acnemia hyrcanica är en tvåvingeart som beskrevs av Zaitzev 1984. Acnemia hyrcanica ingår i släktet Acnemia och familjen svampmyggor. Inga underarter finns listade i Catalogue of Life.